# Brinkagölen
Brinkagölen är en sjö i Uppvidinge kommun i Småland och ingår i Alsteråns huvudavrinningsområde. Sjöns area är 0,018 kvadratkilometer och den är belägen 225 meter över havet.